# Grand Prix automobile de Las Vegas 2025
GP précédent GP suivant
Le Grand Prix automobile de Las Vegas 2025 (Formula 1 Heineken Las Vegas Grand Prix 2025), disputé le 23 novembre 2025 sur le Las Vegas Strip Circuit, est la 1147e épreuve du championnat du monde de Formule 1 courue depuis 1950. Il s'agit de la cinquième édition du Grand Prix de Las Vegas comptant pour le championnat du monde de Formule 1 et de la vingt-deuxième manche du championnat 2025. 

## Pneus disponibles
| Pneus pour piste sèche | Pneus pour piste sèche | Pneus pour piste sèche | Pneus pluie | Pneus pluie |
| ---------------------- | ---------------------- | ---------------------- | ----------- | ----------- |
|                        |                        |                        |             |             |

## Essais libres

### Première séance, le vendredi de 16 h 30 à 17 h 30
| Pos. | Pilote | Voiture | Chrono | Écart |
| ---- | ------ | ------- | ------ | ----- |
| 1    |        |         |        |       |
| 2    |        |         |        |       |
| 3    |        |         |        |       |
| 4    |        |         |        |       |
| 5    |        |         |        |       |
| 6    |        |         |        |       |

### Deuxième séance, le vendredi de 20 h à 21 h
| Pos. | Pilote | Voiture | Chrono | Écart |
| ---- | ------ | ------- | ------ | ----- |
| 1    |        |         |        |       |
| 2    |        |         |        |       |
| 3    |        |         |        |       |
| 4    |        |         |        |       |
| 5    |        |         |        |       |
| 6    |        |         |        |       |

### Troisième séance, le samedi de 16 h 30 à 17 h 30
| Pos. | Pilote | Voiture | Chrono | Écart |
| ---- | ------ | ------- | ------ | ----- |
| 1    |        |         |        |       |
| 2    |        |         |        |       |
| 3    |        |         |        |       |
| 4    |        |         |        |       |
| 5    |        |         |        |       |
| 6    |        |         |        |       |

## Séance de qualifications

### Résultats des qualifications
| Pos.                                                                                | Pilote | Écurie | Qualifications 1 | Qualifications 2 | Qualifications 3 |
| ----------------------------------------------------------------------------------- | ------ | ------ | ---------------- | ---------------- | ---------------- |
| 1                                                                                   |        |        |                  |                  |                  |
| 2                                                                                   |        |        |                  |                  |                  |
| 3                                                                                   |        |        |                  |                  |                  |
| 4                                                                                   |        |        |                  |                  |                  |
| 5                                                                                   |        |        |                  |                  |                  |
| 6                                                                                   |        |        |                  |                  |                  |
| 7                                                                                   |        |        |                  |                  |                  |
| 8                                                                                   |        |        |                  |                  |                  |
| 9                                                                                   |        |        |                  |                  |                  |
| 10                                                                                  |        |        |                  |                  |                  |
| 11                                                                                  |        |        |                  |                  |                  |
| 12                                                                                  |        |        |                  |                  |                  |
| 13                                                                                  |        |        |                  |                  |                  |
| 14                                                                                  |        |        |                  |                  |                  |
| 15                                                                                  |        |        |                  |                  |                  |
| 16                                                                                  |        |        |                  |                  |                  |
| 17                                                                                  |        |        |                  |                  |                  |
| 18                                                                                  |        |        |                  |                  |                  |
| 19                                                                                  |        |        |                  |                  |                  |
| 20                                                                                  |        |        |                  |                  |                  |
| Temps minimal à réaliser pour la qualification : (107 % du meilleur temps en Q1 : ) |        |        |                  |                  |                  |

## Course

### Classement de la course
| Pos. | no | Pilote | Écurie | Tours | Temps/Abandon | Grille | Points |
| ---- | -- | ------ | ------ | ----- | ------------- | ------ | ------ |
| 1    |    |        |        |       |               |        | 25     |
| 2    |    |        |        |       |               |        | 18     |
| 3    |    |        |        |       |               |        | 15     |
| 4    |    |        |        |       |               |        | 12     |
| 5    |    |        |        |       |               |        | 10     |
| 6    |    |        |        |       |               |        | 8      |
| 7    |    |        |        |       |               |        | 6      |
| 8    |    |        |        |       |               |        | 4      |
| 9    |    |        |        |       |               |        | 2      |
| 10   |    |        |        |       |               |        | 1      |
| 11   |    |        |        |       |               |        |        |
| 12   |    |        |        |       |               |        |        |
| 13   |    |        |        |       |               |        |        |
| 14   |    |        |        |       |               |        |        |
| 15   |    |        |        |       |               |        |        |
| 16   |    |        |        |       |               |        |        |
| 17   |    |        |        |       |               |        |        |
| 18   |    |        |        |       |               |        |        |
| 19   |    |        |        |       |               |        |        |
| 20   |    |        |        |       |               |        |        |

### Pole position et record du tour
- Pole position :
- Meilleur tour en course :

## Classements généraux à l'issue de la course
| Pos. | Pilote | Écurie | Points |
| ---- | ------ | ------ | ------ |
| 1    |        |        |        |
| 2    |        |        |        |
| 3    |        |        |        |
| 4    |        |        |        |
| 5    |        |        |        |
| 6    |        |        |        |
| 7    |        |        |        |
| 8    |        |        |        |
| 9    |        |        |        |
| 10   |        |        |        |
| 11   |        |        |        |
| 12   |        |        |        |
| 13   |        |        |        |
| 14   |        |        |        |
| 15   |        |        |        |
| 16   |        |        |        |
| 17   |        |        |        |
| 18   |        |        |        |
| 19   |        |        |        |
| 20   |        |        |        |

| Pos. | Écurie | Points |
| ---- | ------ | ------ |
| 1    |        |        |
| 2    |        |        |
| 3    |        |        |
| 4    |        |        |
| 5    |        |        |
| 6    |        |        |
| 7    |        |        |
| 8    |        |        |
| 9    |        |        |

## Statistiques
Le Grand Prix de Las Vegas 2025 représente :
Au cours de ce Grand Prix :